# Литвинов, Дмитрий Иванович
Дми́трий Ива́нович Литви́нов (1854—1929) — русский ботаник, флорист и ботанико-географ.

## Биография
Среднее образование получил в 1-й Московской гимназии. Затем поступил в Императорское Московское техническое училище, которое закончил в 1879 году, получив звание механика-строителя.
Увлёкшись ботаникой, в 1898 году бросил работу преподавателя технического училища и стал учёным хранителем, а позже старшим ботаником Ботанического музея Академии наук, где проработал до конца жизни.
Литвинов был активным путешественником, участвовал во многих экспедициях. Первооткрыватель (вместе с В. Я. Цингером) ботанического феномена урочища Галичья гора (1882).
Исследовал добринские болота (1888)
Выдвинул гипотезу о реликтовом происхождении сосновых лесов на меловых горах в европейской части России.

## Научные труды
- Литвинов Д. И. Геоботанические заметки о флоре Европейской России. // Бюллетень Московского общества испытателей природы. 1890. № 4. С. 322—434.
- Литвинов Д. И. О реликтовом характере флоры каменистых склонов в Европейской России. // Труды Ботанического музея Академии наук. 1902. Вып. 1. С. 76-109.
- Литвинов Д. И. Библиография флоры Сибири. // Труды Ботанического музея Императорской Академии наук; вып. 5. СПб.: Типография Академии наук, 1909.
- Литвинов Д. И. Следы степного послеледникового периода под Петроградом. // Труды Ботанического музея Академии наук. 1914. Т. 12. С. 246—269.

## Таксоны растений, названные именем Д. И. Литвинова
В честь Дмитрия Ивановича назван род растений семейства Капустные Litwinowia Woronow и многочисленные виды:
- Acantholimon litvinovii Lincz.
- Alchemilla litwinowii Juz.
- Allium litvinovii Drobow ex Vved.
- Althaea litwinowii Iljin = Alcea litwinowii (Iljin) Iljin
- Arenaria litwinowii Schischk. = Eremogone litwinowii (Schischk.) Ikonn.
- Astragalus litwinowianus Gontsch.
- Astragalus litwinowii Lipsky
- Betula litwinowii Doluch. = Betula pubescens var. litwinowii (Doluch.) Ashburner & McAll.
- Bromus ×litvinovii Roshev. ex Nevski
- Calamagrostis litwinowii Kom. = Calamagrostis sachalinensis subsp. litwinowii (Kom.) Prob.
- Calligonum litwinowii Drobow
- Cancrinia litwinowii Krasch. = Pseudoglossanthis litwinowii (Krasch.) Kamelin
- Carex litvinovii Kük.
- Cephalaria litvinovii Bobrov
- Cousinia litwinowiana Bornm.
- Crambe litwinowii K.Y.Gross
- Cytisus litwinowii Krecz. = Chamaecytisus litwinowii (Krecz.) Klásk.
- Erodium litwinowii Woronow
- Ferula litwinowiana Koso-Pol.
- Festuca litvinovii (Tzvelev) E.B.Alexeev = Festuca pseudosulcata var. litvinovii Tzvelev
- Galatella litvinovii Novopokr.
- Gypsophila litwinowii Koso-Pol.
- Heliotropium litvinovii Popov
- Hieracium litwinowianum Zahn
- Hyacinthus litwinowii Czerniak.
- Koeleria litwinowii Domin = Trisetum litwinowii (Domin) Nevski
- Lathyrus litvinovii Iljin
- Minuartia litwinowii Schischk.
- Monolepis litwinowii Paulsen = Blitum litwinowii (Paulsen) S.Fuentes, Uotila & Borsch
- Oxytropis litwinowii B.Fedtsch.
- Papaver litwinowii Fedde ex Popov
- Petrosimonia litwinowii Korsh.
- Pimpinella litvinovii Schischk.
- Poa litwinowiana Ovcz.
- Rhodiola litwinovii Boriss.
- Scorzonera litwinowii Krasch. & Lipsch. = Gelasia litwinowii (Krasch. & Lipsch.) Zaika, Sukhor. & N.Kilian
- Scutellaria litwinowii Bornm. & Sint.
- Senecio litvinovii Schischk. = Jacobaea litvinovii (Schischk.) Zuev
- Serratula litwinowii Iljin = Klasea litwinowii (Iljin) Ranjbar & Negaresh
- Silene litwinowii Schischk.
- Spiraea litwinowii Dobrocz.
- Stroganowia litwinowii Lipsky = Lepidium litwinowii (Lipsky) Al-Shehbaz
- Tamarix litwinowii Gorschk.
- Trifolium litwinowii Iljin